# 翼毒鮋
翼毒鮋（学名：Synanceia alula）為輻鰭魚綱鮋形目鮋亞目毒鮋科的其中一種，為熱帶海水魚，分布於印度洋北部至所羅門群島海域，棲息深度1-20公尺，體長可達10.2公分，棲息在礁石底層水域，生活習性不明，具有毒性。